# Draba ruaxes
Draba ruaxes là một loài thực vật có hoa trong họ Cải. Loài này được Payson & H.St.John mô tả khoa học đầu tiên năm 1930.